# Glenevis
Glenevis est un hameau (hamlet) du Comté de Lac Sainte-Anne, situé dans la province canadienne d'Alberta.